# 3·3 DDoS 공격
3·3 디도스 공격은 2011년 3월 3일을 기점으로 대한민국의 주요 정부기관, 포털 사이트, 은행 사이트 등을 분산 서비스 거부 공격(DDoS)을 통해 일시적으로 두 차례 마비시킨 사건이다. 이는 2009년에 일어난 7·7 분산 서비스 거부 공격보다 진화된 형태이다.

## 전파
방송통신위원회에 따르면 악성 코드는 개인 대 개인(P2P) 파일 공유 사이트인 쉐어박스와 슈퍼다운에 올라온 일부 파일에 삽입돼 유포됐다.

## 계획 수정
당초에 4일 혹은 7일이 지나면 하드 디스크가 파괴되도록 프로그래밍이 되어있었으나 디도스 공격에 큰 피해가 없자 일주일 앞당긴 3월 7일에 파괴를 시작하도록 하는 명령과 보호나라 사이트 접속을 막는 명령을 내렸다.